# 佐藤晋也
佐藤 晋也（さとう しんや、1980年6月8日 - ）は、日本のレーシングドライバー。宮城県出身。血液型はAB型。東北学院中高出身。

## 略歴
17歳でカートデビュー。1998年にカートの東北地方選手権FR2クラスで4戦4勝でタイトルを獲得。1999年に全日本選手権FAクラスに参戦と併行して鈴鹿サーキットレーシングスクール（SRS-F）に入校、卒業後のスカラシップを獲得。2000年にフォーミュラ・ドリームに参戦。2001年～2003年は全日本F3選手権にフル参戦し、2002年にはシリーズ4位という成績を残している。25歳で一度レース活動を休止するも、2011年に復帰、2013年にはスーパー耐久3クラスで佐藤晋也、吉本大樹、脇阪薫一のトリオでシリーズチャンピオンを獲得している。2014年のSUPER GT 鈴鹿1000kmではサードドライバーとして登録、決勝は出番はなかったものの、優勝し表彰台に上がっている。現在は日本で一番エントリー台数を集める人気レース 86/BRZレースのプロフェッショナルクラスに参戦中。

## レース戦績
- 1999年
  - SRS-F入校、卒業後のスカラシップ獲得
  - 全日本カート選手権･東地域（シリーズ4位）
- 2000年
  - フォーミュラ･ドリーム（#10 SRS-FスカラシップFD）
  - 全日本F3選手権＜Rd.9,10 スポット参戦＞（#64 PIAA DALLARA 無限／ダラーラF399･無限MF-204）
  - スーパー耐久・グループNプラス＜Rd.7,8 スポット参戦＞（#64 ケージーエム･アルテッツア）
- 2001年 - 全日本F3選手権（#64 PIAA DALLARA 無限／ダラーラF399･無限MF-204）（シリーズ7位）
- 2002年
  - 全日本F3選手権（#64 PIAA DALLARA 無限／ダラーラF302･無限MF-204B）（シリーズ4位）
  - F3マカオGP（11位）
  - F3コリアGP（スイス･レーシング #32 ダラーラF302･オペル）
- 2003年
  - 全日本F3選手権（#2 戸田無限ホンダ FIGHTEX／ダラーラF302･無限MF-204B）（シリーズ7位）
  - スーパー耐久･クラス4＜Rd.7 スポット参戦＞（Fast Beut Produts #74 TUBE･C-WEST･JBM･DC5）
- 2004年 - スーパー耐久・クラス1、クラス4にスポット参戦
- 2005年 - 十勝24時間レース･ST1クラス（SCAPE45 #45 スケープ45スペックスポルシェ）（総合12位･クラス3位）
- 2011年 - スーパー耐久・クラス3（最高2位）
- 2012年 - スーパー耐久・クラス3 シリーズ3位（優勝2回）
- 2013年 - スーパー耐久・クラス3 シリーズチャンピオン（優勝5回）
- 2014年
  - 86/BRZレース シリーズ8位（最高4位）
  - スーパー耐久・クラス3
  - SUPER GT・300クラス＜Rd6,8 スポット参戦＞
- 2015年 - 86/BRZレース・プロフェッショナルシリーズ19位（最高2位）

### 全日本フォーミュラ3選手権
| 年     | チーム         | エンジン       | クラス | 1      | 2        | 3       | 4      | 5        | 6        | 7       | 8      | 9        | 10      | 11     | 12     | 13     | 14     | 15     | 16       | 17      | 18     | 19       | 20     | 順位 | 獲得ポイント | 有効ポイント |
| ------ | -------------- | -------------- | ------ | ------ | -------- | ------- | ------ | -------- | -------- | ------- | ------ | -------- | ------- | ------ | ------ | ------ | ------ | ------ | -------- | ------- | ------ | -------- | ------ | ---- | ------------ | ------------ |
| 2000年 | NAKAJIMA HONDA | 無限           |        | SUZ    | TSU      | FSW     | MIN    | TAI      | SUZ      | SUG     | TRM    | SEN 12   | SUZ 4   |        |        |        |        |        |          |         |        |          |        | 11位 | 3            | 3            |
| 2001年 | NAKAJIMA HONDA | 無限           |        | SUZ1 9 | SUZ2 7   | TSU1 8  | TSU2 3 | FSW1 Ret | FSW2 Ret | MIN1 10 | MIN1 8 | TRM1 Ret | TRM2 7  | SUZ 6  | SUG1 4 | SUG2 8 | SEN1 5 | SEN2 7 | TAI1 4   | TAI2 6  | TRM1 6 | TRM2 Ret |        | 8位  | 82           | 79           |
| 2002年 | NAKAJIMA HONDA | 無限           | A      | TSU1 3 | TSU2 Ret | SUZ1 2  | SUZ2 9 | FSW1 5   | FSW1 3   | MIN1 3  | MIN2 6 | TRM1 Ret | TRM2 11 | SUZ1 3 | SUZ2 3 | SUG1 4 | SUG2 4 | SEN1 2 | SEN2 10  | TAI1 10 | TAI2 6 | TRM1 5   | TRM2 5 | 4位  | 150          | 149          |
| 2003年 | TODA RACING    | 戸田レーシング |        | SUZ1 4 | SUZ2 Ret | FSW1 10 | FSW1 7 | TAI1 9   | TAI2 8   | TRM1 9  | TRM2 7 | SUZ1 3   | SUZ2 7  | SUG1 6 | SUG2 5 | TSU1 7 | TSU2 6 | SUG1 8 | SUG2 Ret | MIN1 6  | MIN2 8 | TRM1 9   | TRM2 9 | 7位  | 82           | 79           |

### SUPER GT
| 年     | チーム   | 使用車両    | クラス | 1   | 2   | 3   | 4   | 5   | 6       | 7   | 8      | 順位 | ポイント |
| ------ | -------- | ----------- | ------ | --- | --- | --- | --- | --- | ------- | --- | ------ | ---- | -------- |
| 2014年 | LM corsa | BMW・Z4 GT3 | GT300  | OKA | FSW | AUT | SUG | FSW | SUZ DNR | CHA | TRM 15 | NC   | 0        |

## 人物
- 子供の頃からとても運動神経が良く、小学校6年の時には仙台市陸上記録会100ｍで3位という結果を残している。
- 父である佐藤博俊がレスリングで日本一になっていた事もあり、陸上をやめた時に強烈にレスリングをプッシュされ、「欲しがってたゲームソフトを買ってやるから」の一言で15歳の時にレスリング部に入部するも、3か月で退部。ちなみに買ってもらったゲームソフトは「中嶋悟のF1ヒーロー」だった。
- モータースポーツの世界を知ったきっかけは、テレビで見たF1だった[1]。
- レースを始めようとするも、家族に猛反対されるが、17歳でレンタルカートに乗って以来その思いは強くなり、｢カートをやらせてくれなかったら、学校も行かない｣と強行手段に出て、親が折れる形でレース活動が始まった[1]。
- 25歳で一度レース活動を休止するも、長いブランクを経て31歳で再度レースに復帰。それ以来、一貫して大阪トヨペットグループ（OTGモータースポーツ）のチームでドライバーをしている。